# Glinska Poljana
Glinska Poljana is een plaats in de gemeente Petrinja in de Kroatische provincie Sisak-Moslavina. De plaats telt 172 inwoners (2001).